# شيرين هنائي
شيرين أحمد هنائي (1982م، الإمارات) روائية وكاتبة سيناريو مصرية، خريجة كلية الفنون الجميلة قسم الجرافيك والرسوم المتحركة، تكتب شيرين هنائي في مجال الرعب الفلسفي.

## أعمالها ومؤلفاتها
- سلسلة حكايات الظلام المحظورة.[3]
- عجين القمر.[4]
- الموت يوما آخر.[5]
- رواية نيكروفيليا 2011.[6]
- رواية صندوق الدمى 2011.[7]
- رواية طغراء 2014.[8]
- رواية ذئاب يلوستون.[9]
- رواية أسفار النهايات.[10]
- رواية ملاعيب الظل.[11]
- لاشين: الكتاب الأول - عهد الدجالين. 2021.
- لاشين: الكتاب الثاني - أبناء ديهيا. 2021.
- لاشين: الكتاب الثالث - كاهنة الأوراس. 2021.
- لاشين: الكتاب الرابع - خلف قسم اللبان. 2022.
- لاشين: الكتاب الخامس - حكايات الشمندورة. 2022.
- لاشين: الكتاب السادس - جزيرة الضحاك. 2022.
- لاشين: الكتاب السابع - دقة ليل. 2022.
- لاشين: الكتاب الثامن - لعبة ناجورو. 2023.
- لاشين: الكتاب التاسع - نادي الصلعاوات. 2023.[12]

- شاركت في كتاب الكوميكس خارج السيطرة.

## ترجمات مطبوعة
- أشباح هيل هاوس.[13]
- طفل روزماري.[14]
- لطالما عشنا في حصن.[15]
- ترنيمة عيد الميلاد.
- لا شيء سوى الظلام.[16]
- أشباح عزبة بلاي.

## سيناريو مسلسلات
- مسلسل «فرح»: هو مسلسل يستخدم تقنية الـ«ستوب موشن» في ثوب جديد لم يستخدم من قبل في مصر والوطن العربي، وهو من إخراج مختار طلعت، سيناريو وحوار شيرين هنائي وأحمد حمدي وريم القماش، وعرائس رامي صبحي، وإنتاج عبد الحكيم طلعت، واستغرق العمل به عام وثمانية أشهر.[17]

- مسلسل «سنوحي»: مسلسل رسوم متحركة لطفل فرعوني يعيش في حقبة زمن بعيدة منذ أكثر من 7 آلاف عام، بهيئته وملابسه القديمة وصحراء مصر الجافة مع أصدقائه «حابي، وتيتي شيري»، وأخرجت شيرين عدد من حلقات المسلسل.[18]

- مسلسل «هكذا كان النبي»: مسلسل رسوم متحركة تم عرضة في رمضان 2021 وعملت شيرين كاتبة في المسلسل.[19]

- مسلسل «روق يا مرزوق»: هو عمل كرتوني، يستعيد واحدة من أشهر الشخصيات الكوميدية العربية التي جسدها الفنان الراحل حسن إبراهيم، بعد نحو 23 عاماً على تقديمها آخر مرة قبل وفاته، وعملت شيرين كمخرجه للعمل.[20]

- مسلسل «حارة أم دنيا»: تدور احداث المسلسل في إطار كوميدي اجتماعي حول شخصيات من الواقع تقع في مشاكل كثيرة، وهو من بطولة سوسن بدر وصلاح عبد الله وأحمد السعدني وعملت شيرين كاتبة ومخرجة للمسلسل.[21]

- مسلسل «أصيل ورسيل»: كتابة حلقات «أصيل ورسيل» لتعليم الأطفال الإبتكار من الأدوات المتوافرة في المنازل.

- مسلسل «فيزيكو» فيزيكو هو مسلسل درامي من 60 حلقة لفهم «الفيزياء»، عملت شيرين كاتبة لحلقات المسلسل.[22] [23]

- المسلسل الإذاعي «بعد منتصف الليل»: يعرض عبر منصة يوتيوب.

- مسلسل «أم لوجي»: هو مسلسل رسوم متحركة تعرض حلقاته عبر منصة اليوتيوب.

## وصلات خارجية
- مسلسل روق يا مرزوق على يوتيوب
- مسلسل أم لوجي على يوتيوب
- مسلسل أصيل ورسيل على يوتيوب
- المسلسل الإذاعي بعد منتصف الليل على يوتيوب